# Оріяк (округ)
Округ Оріяк (фр. Arrondissement d'Aurillac) — округ у Франції, в департаменті Канталь. 2023 року округ об'єднував 93 муніципалітети, населення становило 82 059 осіб.
Адміністративний центр (супрефектура) — Оріяк.

## Муніципалітети
Список муніципалітетів округу та їхні коди INSEE:
1. Арнак (15011)
2. Арпажон-сюр-Сер (15012)
3. Бадеяк (15017)
4. Бесс (15269)
5. Буассе (15021)
6. Везак (15255)
7. Везель-Руссі (15257)
8. Вельзік (15252)
9. В'єйві (15260)
10. Вік-сюр-Сер (15258)
11. Вітрак (15264)
12. Глена (15076)
13. Ейран (15016)
14. Жирголь (15075)
15. Жіу-де-Маму (15074)
16. Жу-су-Монжу (15081)
17. Жунак (15082)
18. Жуссак (15083)
19. Ітрак (15267)
20. Йоле (15266)
21. Карла (15028)
22. Кассаньюз (15029)
23. Кезак (15157)
24. Кероль (15030)
25. Крандель (15056)
26. Кро-де-Монвер (15057)
27. Кро-де-Ронеск (15058)
28. Ла-Сегаласьєр (15224)
29. Лабессретт (15084)
30. Лабрусс (15085)
31. Ладінак (15089)
32. Лакапель-В'єскам (15088)
33. Лакапель-дель-Фресс (15087)
34. Лапейрюг (15093)
35. Ларокбру (15094)
36. Ларокв'єй (15095)
37. Лассель (15096)
38. Лафеяд-ан-Везі (15090)
39. Ле-Руже-Пер (15268)
40. Ле-Тріулу (15242)
41. Лейнак (15104)
42. Лекам (15103)
43. Мандай-Сен-Жульєн (15113)
44. Марколе (15117)
45. Марманак (15118)
46. Монвер (15135)
47. Монмюра (15133)
48. Монсальві (15134)
49. Мор (15122)
50. Носель (15140)
51. Ньєдан (15143)
52. Ом (15144)
53. Оріяк (15014)
54. Паєроль (15146)
55. Парлан (15147)
56. Польменак (15154)
57. Прюне (15156)
58. Пюїкапель (15027)
59. Реяк (15160)
60. Роанн-Сен-Марі (15163)
61. Ролак (15159)
62. Рузьє (15167)
63. Румегу (15166)
64. Руффіак (15165)
65. Сансак-Веназе (15222)
66. Сансак-де-Марм'єсс (15221)
67. Сен-Віктор (15217)
68. Сен-Жак-де-Бла (15192)
69. Сен-Жерон (15189)
70. Сен-Жульєн-де-Турсак (15194)
71. Сен-Клеман (15180)
72. Сен-Констан-Фурнуле (15181)
73. Сен-Маме-ла-Сальвета (15196)
74. Сен-Поль-де-Ланд (15204)
75. Сен-Сантен-Кантале (15211)
76. Сен-Сантен-де-Мор (15212)
77. Сен-Сернен (15175)
78. Сен-Сімон (15215)
79. Сен-Сірг-де-Жорданн (15178)
80. Сен-Сірг-де-Мальбер (15179)
81. Сен-Сорі (15214)
82. Сенезерг (15226)
83. Сент-Антуан (15172)
84. Сент-Етьєнн-Кантале (15182)
85. Сент-Етьєнн-де-Карла (15183)
86. Сент-Етьєнн-де-Мор (15184)
87. Сент-Іїд (15191)
88. Сіран (15228)
89. Тесьєр-де-Корне (15233)
90. Тесьєр-ле-Бульє (15234)
91. Турнемір (15238)
92. Тьєзак (15236)
93. Фре-Англар (15072)